# Mariano Suárez-Pola
Mariano Suárez-Pola y Gutiérrez (Luanco, 28 de diciembre de 1800 - Madrid, 16 de abril de 1884) fue un empresario español.

## Biografía
Mariano era el segundo de los hijos del matrimonio formado por María Antonia Gutiérrez y Manuel Antonio Suárez-Pola y Fernández-Loredo en 1789. La ascendencia paterna lo relaciona con una de la oligarquía y nobleza local. La casa de los abuelos Suárez-Pola en la calle de La Fumienta —actual San Juan— es uno de los edificios más antiguos conservados en el casco antiguo de Luanco, datando de 1669. En el corredor de la casa se conserva el escudo de armas de los Valdés-Pola y frente a esta fachada la capilla dedicada al culto de San Juan Bautista de 1734. Detentan además numerosos bienes vinculados en el concejo de Gozón, como la fundación del Hospital de San Juan para recogimiento de pobres y peregrinos de 1714.
Los Suárez- Pola y Fernández-Loredo desde finales del siglo XVII aparecen relacionados con un embrión de burguesía mercantil, dedicados al comercio de la pesca y salazones que se producen en el concejo, con los que negocian con varios puertos de la cornisa Cantábrica y meseta castellana, importando cereales y vino de Ribadavia, productos de los que era deficitaria esta región. Los abuelos maternos Gutiérrez y Fernández de la Barca tienen su casa en la calle Nuevo —actual Salvador Escandón— previsiblemente construida en 1516, donde nació Mariano, según lo recuerda una placa colocada en su fachada en 1911, tres años antes de que sus cenizas sean trasladadas desde Gijón a la iglesia parroquial de Luanco. El abuelo de Manuel había sido marino, y desde su retiro en Luanco continuaba manteniendo negocios en torno a la pesca, y productos manufacturados desde el puerto de Gijón con el mercado Antillano, donde conservaba buenas relaciones de su época de actividad profesional. La abuela Mariana Fernández de la Barca - de quien recibe el nombre el niño- pertenece junto con los Menéndez a una de las sagas comerciantes más poderosas de Asturias con una fuerte implantación en Galicia y Cuba.
En 1764 el rey Carlos III había promulgado el Reglamento Provisional del Correo Marítimo, que habilitaba las relaciones entre La Coruña y La Habana, lo que en la práctica venía a suponer la inclusión de la ciudad gallega en el monopolio del comercio americano, sucesivamente ampliadas en 1765, 1768 y 1770. El puerto de La Coruña se convertirá en el centro de atracción de muchas compañías vascas, castellanas, catalanas y asturianas, dedicadas a los negocios de exportación e importación de productos agrícolas, textiles y manufacturados.
Los negocios gallegos de su padre instalado en Puentedeume, mantienen a Mariano bajo la tutela de los abuelos maternos en Luanco. Tras su fracaso como estudiante, y la delicada situación de esas empresas familiares, a la edad de 16 años embarca para Cuba desde el puerto de La Coruña, en el bergantín «El Bello Indio», para trabajar con antiguos socios del abuelo. Entre 1817 y 1825 inicia negocios propios asociado con Baltasar y Gregorio Menéndez y en 1840 regresa a España con una fortuna de doscientas mil pesetas, participando desde este momento en varias empresas gallegas y asturianas. En 1844 participa en la constitución de la fábrica de vidrios La Industria, en Gijón, junto con Luis Truan y Anselmo Cifuentes; a partir de 1869 aparece participando en tres firmas más, la naviera Melitón González, la fábrica de aglomerados de Hulla La Braña, y en 1874 con José Rosal constituye la razón Rosal y Pola dedicada al sector de la loza bajo la denominación de La Asturiana.
En 1863 comienza a concebir la fundación de una institución docente en su pueblo natal, que de formación primaria completa a los niños y niñas, y ofrezca los estudios secundarios de náutica, teneduría de libros y aritmética mercantil. En 1860 se inician los obras del edificio, en 1873 comienza a funcionar parcialmente, en 1875 estará terminado, tras una inversión de un millón de reales.
Mariano Suárez-Pola falleció en Madrid, el 16 de abril de 1884, a la vuelta de una estancia en Málaga. En su testamento dota al Instituto Cristo del Socorro con unos fondos de tres millones de reales para completar las enseñanzas y garantizar el funcionamiento del centro. Con la muerte de su hermano y heredero Antonio en 1895 se producen diferencias de interpretación sobre la naturaleza de la fundación entre la familia y el Ayuntamiento de Gozón en cuanto al funcionamiento del instituto. El informe del institucionista Fermín Canella será la base de la Real Orden de 28 de diciembre de 1897 para la declaración del centro como una fundación privada bajo la tutela del Estado, reglamentando un patronato presidido por el alcalde Gozón.

## Legado
Una calle de Luanco lleva su nombre, así como una biblioteca pública municipal de la misma localidad. En la Plaza de la Villa, también en Luanco, desde 1967 se encuentra una estatua en su honor, cerca del IES Cristo del Socorro que fundó en el siglo XIX. La escultura data de 1915 y está realizada en bronce.
El barrio Natahoyo de Gijón tiene una calle con su nombre, cerca de dónde en el pasado se situaron varios de los negocios con los que contó en la ciudad.